# 戴爾德納彭山
71°24′S 12°46′E / 71.400°S 12.767°E
戴爾德納彭山是南極洲的山峰，位於東部南極洲的毛德皇后地，屬於沃爾塔特山脈中東彼得曼山脈的一部分，海拔高度2,050米，該山峰由德國探險隊發現。